# SN 1054
SN 1054 a fost o supernovă care a fost văzută pe Pământ în anul 1054. A fost înregistrată de către chinezi, japonezi, americanii nativi și astronomii persani arabi ca fiind suficient de luminoasă pentru a se vedea la lumina zilei timp de 23 de zile și 653 de nopți.
Rămășițele exploziei formează nebuloasa Crabului.